# 托塔韦勒
托塔韦勒（法語：Tautavel，法語發音：[totavɛl] ⓘ）是法国东比利牛斯省的一个市镇，位于该省北部偏东，属于佩皮尼昂区。

## 地理
托塔韦勒（42°48'51"N, 2°44'47"E）面积53.47 平方千米，位于法国奧克西塔尼大區东比利牛斯省，该省份为法国大陆部分最南部的省份，涵盖了北加泰罗尼亚，北起奥德省，西接阿列日省和安道尔，南与西班牙接壤，东临地中海。
与托塔韦勒接壤的市镇（或旧市镇、城区）包括：屈屈尼昂、帕代恩、帕济奥勒、万格罗、卡斯德佩讷、埃斯塔热勒、莫里。

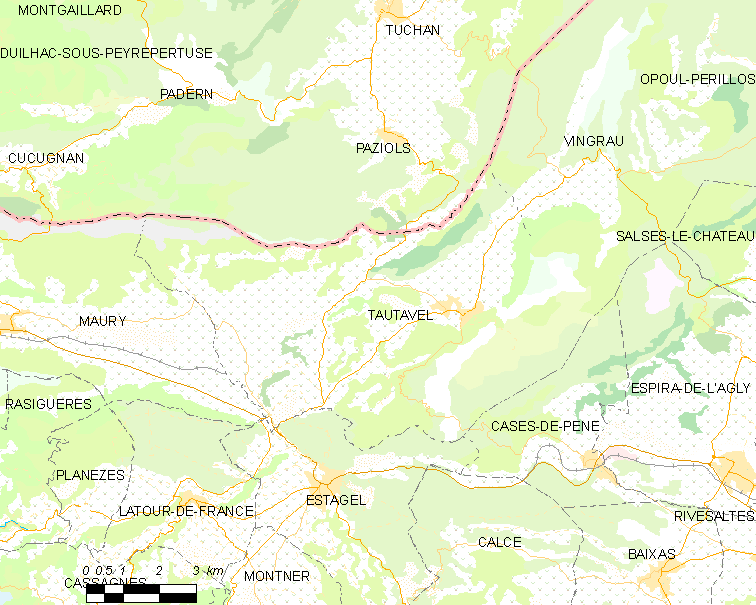
托塔韦勒的OSM定位图

托塔韦勒的时区为UTC+01:00、UTC+02:00（夏令时）。

## 行政
托塔韦勒的邮政编码为66720，INSEE市镇编码为66205。

## 政治
托塔韦勒所属的省级选区为阿格利河谷县。

## 人口

1962-2008年间托塔韦勒人口变化图示

托塔韦勒于2022年1月1日时的人口数量为911人。